# Defibrotida
Defibrotida é um derivado de ácido desoxirribonucléico (fita simples), derivados do pulmão de vaca ou mucosa suína, sendo quimicamente descrito como um sal de sódio de uma mistura de oligodesoxirribonucleotidos de fita simples. É um fibrinolítico.